# Pallenopsis hoeki
Pallenopsis hoeki is een zeespin uit de familie Pallenopsidae. De soort behoort tot het geslacht Pallenopsis. Pallenopsis hoeki werd in 1884 voor het eerst wetenschappelijk beschreven door Miers. 